# Eumenes bisignatus
Eumenes bisignatus är en stekelart som beskrevs av Walker 1871. Eumenes bisignatus ingår i släktet krukmakargetingar, och familjen Eumenidae. Inga underarter finns listade i Catalogue of Life.